# Domènec Latorre
Domènec Latorre i Soler (Distrito de Les Corts, Barcelona, 1893 - Campo de la Bota, 23 de abril de 1939) fue un político y activista catalanista, ejecutado víctima de la represión durante la dictadura franquista.

## Biografía
Sus padres eran inmigrantes aragoneses de Graus, y fue un activo y entusiasta nacionalista catalán. De muy joven ingresó en la Unión Catalanista, y posteriormente fundó el grupo nacionalista Patria Nova, del que fue el principal dirigente. Buen amigo de Vicenç Albert Ballester, con él colaboró en las publicaciones nacionalistas L'Intransigent y Subversió Nacionalista (1918), donde publicó artículos y caricaturas. Fue detenido en diversas manifestaciones nacionalistas entre 1916 y 1920, algunas en apoyo de los voluntarios Catalanes en la Primera Guerra Mundial.
Como militante nacionalista, también fue socio del Centre Autonomista de Dependents del Comerç i de la Indústria (CADCI), al tiempo que se le considera uno de los fundadores de la Joventut Nacionalista La Falç. También participó en la difusión de la obra de la Asociación Protectora de la Enseñanza Catalana. Mantuvo también relación con Pere Seras y otros catalanes de América.
Durante la Segunda República y la guerra civil española trabajó como funcionario del Ayuntamiento de Barcelona sin tener ninguna militancia ni acción destacada. Sin embargo, en 1939 fue denunciado por compañeros de trabajo y detenido en su puesto por las tropas franquistas. El nuevo alcalde de Barcelona, Miquel Mateu i Pla, no hizo ningún intento por salvarlo. Fue juzgado en un Consejo de Guerra sumarísimo y condenado a muerte, bajo la acusación de independentista. A pesar de las gestiones que hicieron para salvarlo Ferran Valls i Taberner, Josep Pla y Carles Sentís, fue ejecutado en abril de 1939 en el campo de la Bota, junto a Daniel Cochs y Lluís Escaler.